# Julio Camino Sánchez
Julio Camino Sánchez (Trujillo, Perú, 1914 - Lima 20 de noviembre de 2007) fue un pintor, grabador, escenógrafo y profesor peruano. Destacó, sobre todo, en Xilografía y Pintura . Elaboró tacos xilográficos muy originales elaborados de cajones para manzanas con clavos afilados.
Fue galardonado con el Primer Premio de Grabado ICPNA 1968 y parte de su obra está expuesta en el Museo de Arte Moderno de Nueva York y pertenece a colecciones privadas.

## Biografía
Camino Sánchez nació en Trujillo (Perú) en 1914. Se inició a los doce años de manera autodidacta con acuarelas. La disciplina del grabado, también aprendida por su cuenta, la inició bajo la técnica de Xilografía sobre tacos elaborados de cajones para manzanas y gubias fabricadas por él mismo con clavos afilados. Mostrando un sentido indigenista en sus obras.
Realizó su primera exposición individual siendo aún autodidacta en el Convento de San Francisco, Trujillo, 1934. Ese mismo año obtuvo una beca para estudiar en la Escuela Nacional Superior Autónoma de Bellas Artes del Perú y viajó a Lima.
Empezó sus estudios en 1936 en la  ENBA bajo la dirección de José Sabogal y de Julia Codesido. Hasta 1942 que se recibió.
Posteriormente regresó a Trujillo y trabajó como ilustrador en el diario La Industria como también en la revista Folklore de la década de 1940. Más tarde, en 1963, desarrolló la carátula del libro Xilografía Contemporánea. 
Expuso por primera vez en Lima en 1948 en la Galería Lima, de Francisco Moncloa y hasta 2005 contó con 71 muestras individuales que han sido presentadas generalmente en Galería Sol y Galería de Arte 715 en el Perú.
Desde entonces alternó entre la capital del Perú y Trujillo. Además, de sus estancias en el extranjero. Con línea indigenista, de trazo limpio y seguro su labor artística giró en torno a la pintura en caballete, en mural y en escenografía. Como grabador realizó siete carpetas a color en 1946 desarrollando en ellas el arte popular sin dejar de lado la iconografía del Perú antiguo.
Además, ejerció como docente escolar por más de 60 años. En la década de 1950 pintó murales en los colegios Bartolomé Herrera y Ricardo Bentín.

## Premios y distinciones
A lo largo de su vida recibió muchos premios y distinciones en varios países. Donde, destacan, el Primer Premio en el Salón Internacional del Grabado de Valparaíso - Chile, 1939; el Primer Premio Municipalidad de Lima, 1942; Medalla de Plata y Diploma de la Municipalidad de La Victoria, por su labor artística, 1947; Medalla de Oro ANEA, 1963; Tercer Premio Grabado ICPNA, 1967; Primer Premio de Grabado ICPNA, 1968; Medalla y Diploma por sus 65 años de labor docente y artística, Municipalidad de Lince, 2000.

## Exposiciones
Participó en la Bienal Salón de Xilografía en Madrid, 1962; en la Bienal de Grabados de Tokio, 1964 - 1965; en la VIII Bienal de Grabado en São Paulo, Brasil, 1965; en la 7ª Bienal de Grabados, Santiago - Chile, 1974. Representante del Perú en el Salón Internacional XILON - Tokio; en la Exposición Internacional del Grabado en Bruselas; en el Salón Internacional del Grabado de Estocolmo, 1965; entre otros. 
Durante la exposición colectiva Raíces prehispánicas en la plástica peruana, organizada por el Instituto Cultural Peruano Norteamericano entre el 30 de octubre al 20 de noviembre de 1981, donde participaron conocidos artistas de la talla de Julio Castellanos, Carlos Aitor Castillo  y Fernando de Szyszlo; el crítico José Abel Fernández se expresó de esta manera sobre el trabajo de Julio Camino Sánchez:

" Camino Sánchez se forma en pleno auge de la pintura indigenista y su contribución a ella va cargada de sinceridad y del común interés por hundir su obra en el hombre y el paisaje circundante. Sus primeras maderas corresponden a esa época. Su mensaje que constituye un hito en la historia del arte peruano, y a las formas construidas a partir de una arquitectura que se alcanzó a ver en el segundo cuarto del presente siglo".

El escritor e investigador argentino Sigwart Blum, que en la actualidad El Premio de la Asociación de Críticos de Arte de Argentina lleva su nombre, se refirió sobre Camino Sánchez de esta manera:

"...La sola presencia de este grabador en una de las exposiciones calificadas en varios países, como representante del Perú, merece toda nuestra simpatía hacia un artista de América que nos llega con toda la fuerza de su comunicación..."

Parte de su obra se encuentra en el Museo de Arte Moderno de Nueva York.
Se le realizó en vida un homenaje en el Parque Reducto de Miraflores. Se presentaron más de 70 trabajos que Julio Camino Sánchez había desarrollado desde 1935 hasta el 2005. Se exhibieron pinturas y grabados.